# Vile Bodies
Vile Bodies es una novela de 1930 escrita por Evelyn Waugh. Se trata de una descripción en clave sátira del círculo de la Bright Young People, es decir, de los decadentes jóvenes de clase alta londinenses del período de entreguerras.

## Título
El título es una traducción literal de la expresión latina "corpora vilia," plural de "corpus vile," que alude a una persona u objeto tan sólo válido para ser objeto de experimentación. Los personajes del libro están inconscientemente a merced de los caprichos del autor, tal y como, según la tradición bíblica, las vidas humanas están sometidas a los designios de su creador. Se ha sugerido que el título de la novela podría hacer referencia a la Epístola de San Pablo a los Filipenses, 3:21, en la cual se lee "Él transformará nuestro vil cuerpo, haciéndolo semejante a su cuerpo glorioso, con el poder que tiene para poner todas las cosas bajo su dominio". Originalmente, la novela iba a llevar por título Bright Young Things (nombre que Stephen Fry acabó escogiendo para su adaptación fílmica de ésta en 2003). Pero Waugh cambió de parecer porque pensó que la expresión se había vuelto demasiado manida. El título definitivo también aparece en un comentario hecho por el narrador de la novela en referencia al estilo de vida hedonista de sus personajes: "Toda esa sucesión y repetición de humanidad masificada... Aquellos viles cuerpos...".

## Estilo
Influido en gran medida por el cine y por el estilo inconexo de T. S. Eliot, Vile Bodies es la segunda novela de Waugh, y la más notoriamente modernista de ellas. Un buen ejemplo de ello es la muerte de Simon Balcairn, un conde en desgracia cuyo pseudónimo como columnista de asuntos de sociedad es "Mr. Chatterbox"; su muerte sirve como enlace entre los capítulos VI y VII.
Waugh dedicó la novela a B. G. y D. G. (Bryan y Diana Guinness). Waugh afirmaba que se trataba de la primera novela en la cual buena parte del diálogo tiene lugar al teléfono. 

## Resumen del argumento
Adam Fenwick-Symes es el (anti)héroe de la novela; su misión de conseguir casarse con Nina parodia las convenciones de la novela romántica. Llega la guerra, el círculo de amistades de Adam se desintegra, y el compromiso de Adam y Nina hace aguas. Al final del libro, encontramos a Adam solo en un apocalíptico campo de batalla europeo. Es notable el cambio de tono del libro, de la farsa ligera a la desolación amarga; hecho que ha sido valorado positiva tanto como negativamente, en este último caso por voces como la de Okoye. (el mismo Waugh acabó atribuyendo dicho cambio a la ruptura de su primer matrimonio, que tuvo lugar mientras se hallaba a mitad del proceso de redacción de la novela). Otros, sin embargo, han defendido el curioso final de la obra, como una inversión en clave de justicia poética de los esquemas de la comedia romántica.

## Influencia
David Bowie citó a la novela como la fuente de inspiración principal para la composición de su canción Aladdin Sane.

## Personajes
- Adam Fenwick-Symes
- Nina Blount
- Ginger Littlejohn
- Colonel Blount
- The Drunken Major
- Lottie Crump
- Agatha Runcible
- Simon Balcairn
- Miles Malpractice